# Nové Hrady (Pardubice)
Nové Hrady è un comune della Repubblica Ceca facente parte del distretto di Ústí nad Orlicí, nella regione di Pardubice.